# Ad Decimum
Ad Decimum è una località ai piedi dei Castelli romani sita nel comune di Grottaferrata a circa quindici chilometri da Roma sede di una piccola catacomba.

## Storia
Questo luogo è noto sin dai tempi degli antichi romani, ed è il punto in cui si incrociano due strade, l'antica Via Latina oggi Anagnina e la Via Cavona. Questo punto di incrocio essendo distante dieci miglia da Porta Capena a Roma venne chiamato Ad Decimum.
Importante punto di passaggio era un luogo di sosta per il ristoro dei viaggiatori e per il cambio dei cavalli. Inoltre le comunità cristiane lo scelsero come luogo per edificare alcune catacombe, ancor oggi visitabili.
Nel XVI secolo un casale presente in quel punto venne acquistato da Giovanni Giustino Ciampini, che ne fece un salotto culturale e noto luogo di incontro tra eruditi e scienziati dell'epoca. Alla sua morte il luogo nei pressi di quel casale venne indicato nelle mappe come Vigna Ciampini che successivamente darà il nome al paese di Ciampino.